# کیلگور (تگزاس)
کیلگور، تگزاس(به انگلیسی: Kilgore, Texas) شهری در ایالت تگزاس از ایالات جنوبی ایالات متحده آمریکا است. در سرشماری سال ۲۰۰۰، جمعیت این شهر ۱۲۰۶۷ نفر اعلام شد.